# Antonio Alcalde Valladares
Antonio Alcalde y Valladares (Baena, 1828-Madrid, 1894) fue un escritor, poeta y periodista español. Es conocido por su participación en "Los españoles de ogaño" y por sus múltiples obras publicadas, además de por sus colaboraciones en diversos periódicos.

## Biografía[1]
Antonio nace en Baena en el año 1828. Siendo aún estudiante, publica sus primeros versos y colabora en numerosos periódicos de la época, como El Guadalete, Diario de Córdoba y La Alborada. Se convirtió, años después, en redactor de La Crónica, El Sereno y varios periódicos más. También, por un cierto período de tiempo, fue director de El Oriente y La Integridad de la Patria. En el año 1868, Antonio publica su primera y única novela, "Don Álvaro de Aguilar".
Falleció en Madrid en el año 1894, por causas desconocidas.

## Obras[1]

### Prosa
- 1868. Don Álvaro de Aguilar
- 1883. Tradiciones de Córdoba y su provincia

### Poesía
- 1872. Flores del Guadalquivir
- 1882. Hojas de Laurel
- 1884. La fuente del olvido
- La Romería de San Álvaro de Córdoba

### Teatro
- Una tumba y una flor
- El grito de la Independencia
- Don Alonso de Aguilar
- Quiero dinero
- Ordeno y mando
- Los celos de mi mujer
- Los hermanos Bañuelos